# Ûssarĸak K'ujaukitsoĸ
Ûssarĸak S. P. K'ujaukitsoĸ [ˈuːˌsɑqːak quˈjaːˌkit͡sːɔq] (nach neuer Rechtschreibung Uusaqqak Qujaakitsoq, häufig in Mischschreibweisen wie Uusaqqak Qujaukitsoq oder Ûssarqak Qujaukitsoq; * 10. Februar 1948 in Uummannaq (Dundas); † 2. August 2018 in Nuuk) war ein grönländischer Politiker (Siumut).

## Leben
Ûssarĸak K'ujaukitsoĸ war der Sohn von K'ujaukitsoĸ Avatánguaĸ Uisassoĸ K'ujaukitsoĸ (1915–1990) und dessen Frau Eĸilana Aima Tavfínguaĸ (1916–1962). Seine Großeltern väterlicherseits waren Inukitsupaluk K'ujaukitsoĸ (Inukitsoĸ K'uliâĸ) (1890–1967), der an Expeditionen von Robert Edwin Peary, Knud Rasmussen und Lauge Koch teilnahm und der Sohn von K'ujaukitsoĸ und seiner Frau Aimainalik war, und die Westgrönländerin Maren Susanne Asuba Ferdinandsen (1894–?), die als Pflegetochter von Gustav Olsen 1909 nach Nordgrönland kam. Mütterlicherseits waren seine Großeltern Inukitsoĸ (um 1885–?) und Tukúmeĸ (um 1892–?). Am 15. Februar 1970 heiratete er die südgrönländische Küchenhelferin Inger Kristiansen (* 1946), eine Schwester von Benedikte Thorsteinsson (* 1950) und Tochter des bekannten Schafzüchters Abel Kristiansen (1918–?) und seiner Frau Hanne Rosing (1914–?), einer Schwester von Nikolaj Rosing (1912–1976). Der spätere Minister Vittus Qujaukitsoq (* 1971) ist ihr Sohn.
Ûssarĸak K'ujaukitsoĸ ging in Qaanaaq zur Schule und wurde 1964 in Aasiaat zum Verkäufer ausgebildet. 1966 verließ er Grönland, um im dänischen Ikast die Handelsschule zu besuchen. Nach einem Jahr kehrte er zurück nach Aasiaat, dann nach Qaanaaq, wo er schließlich als Lagerverwalter arbeitete. Später wurde er Jäger.
Er bekam den Absturz einer B-52 nahe der Thule Air Base 1968 aus nächster Nähe mit, was sein lebensbestimmendes politisches Thema zusammen mit der 1953 durch die Amerikaner erfolgten Vertreibung aus seinem Geburtsort zwecks der Errichtung der Thule Air Base werden sollte. 1971 wurde er erstmals in den Rat der Gemeinde Qaanaaq gewählt. Bei der Landesratswahl 1975 kandidierte er als Erster Stellvertreter für Asiâjuk Sadorana. Ab 1979 wurde er mehrfach erneut in den Gemeinderat gewählt, 1984 wurde er Vizebürgermeister. Auch bei der Parlamentswahl 1979 kandidierte er als Asiâjuk Sadoranas Stellvertreter. Bei der Wahl 1983 war er Erster Stellvertreter von K'itdlaĸ Suersaĸ und Zweiter Stellvertreter von Sofus Joelsen. Bei der Parlamentswahl 1984 trat er erstmals selbst an und wurde ins Inatsisartut gewählt. Bei den Wahlen 1987 und 1991 wurde er jeweils wiedergewählt. 1995 trat er nicht an. Bei der Wahl 1999 kandidierte er jedoch wieder, wurde aber nicht mehr gewählt. 2002 verzichtete er wieder auf eine Kandidatur. Bei der Kommunalwahl 2005 erhielt er nur noch 9 Stimmen. Anschließend beendete er seine politische Karriere.
Ûssarĸak K'ujaukitsoĸ setzte sich für die Robbenfellkampagne und die Umsiedelung von Moschusochsen nach Nordgrönland ein. Er war der Vorsitzende der Interessengemeinschaft Hingitaq 53 für die Rechte der 1953 vertriebenen Inughuit und drehte 2003 den Film Aulahuliat, der Bilder des Streits zwischen Inughuit und Amerikanern wiedergibt und 2012 in Berlin bei der Premiere des Filmfestivals Greenland Eyes gezeigt wurde. Für seinen jahrzehntelangen Einsatz erhielt er am 9. August 2016 den Nersornaat in Silber. Er starb am 2. August 2018 im Alter von 70 Jahren in Nuuk.